# Riccardo Ghione
Riccardo Ghione (1922-2003) fue un guionista, director de cine y productor italiano.

## Biografía
Ghione nació en 1922 en el municipio de Acqui Terme. Inició su carrera en la industria cinematográfica italiana en la década de 1950, principalmente como guionista. Debutó como director en los años 1960 con películas como La rivoluzione sessuale, A cuore freddo y Il prato macchiato di rosso. Continuó trabajando como guionista hasta comienzos de la década de 2000. Falleció en 2003 a los 81 años.

## Filmografía

### Como guionista
- Fiesta Brava (1956)
- Un giorno in Europa (1958)
- Il raccomandato di ferro (1959)
- Fontana di Trevi (1960)
- Il limbo (1968)
- La rivoluzione sessuale (1968)
- A cuore freddo (1971)
- Il prato macchiato di rosso (1975)
- Fotografando Patrizia (1984)
- Scandalosa Gilda (1985)
- Senza scrupoli (1986)
- Delizia (1986)
- La Bonne (1986)
- Casa di piacere (1989)
- Senza scrupoli 2 (1990)
- Una donna da guardare (1991)
- Belle da morire (1992)
- Diario di un vizio (1993)
- Il conte di Melissa (2001)

### Como director
- Il limbo (1968) - non distribuito
- La rivoluzione sessuale (1968)
- A cuore freddo (1971)
- Il prato macchiato di rosso (1975)